# Phyllotocus kingii
Phyllotocus kingii är en skalbaggsart som beskrevs av Macleay 1864. Phyllotocus kingii ingår i släktet Phyllotocus och familjen Melolonthidae. Inga underarter finns listade i Catalogue of Life.